# Абаканский академический театр имени М. Ю. Лермонтова
Русский академический театр имени М. Ю. Лермонтова основан в 1939 году.

## История
Вопрос о создании в Хакасской автономной области русского драматического театра рассматривался местными властями с середины тридцатых годов. Фундаментом для его решения стал ввод в эксплуатацию театральной части Дома культуры на улице Октябрьской (ныне — проспект Ленина) в Абакане.
На заседании президиума Хакасского облисполкома 7 мая 1939 года директором областного Русского драматического театра был утвержден Николай Степанович Поздняков, направленный в Хакасию отделом искусств Красноярского крайисполкома. В своем приказе № 1 от 10 июня 1939 года он назначил художественным руководителем театра Михаила Андреевича Борзунова (до этого — режиссер Хакасского национального театра-студии). Труппу составили выпускники Ленинградского центрального театрального училища, актеры, приехавшие из Воткинска, Кизляра, Красноярска, Ферганы, а также местные артисты.
Первый творческий сезон открылся 10 октября 1939 года спектаклем «Оптимистическая трагедия» Всеволода Вишневского, режиссёр-постановщик — Михаил Борзунов.
26 июля 1941 — в год столетия со дня смерти великого русского поэта — Русский драмтеатр получает имя М. Ю. Лермонтова. Был поставлен спектакль по его произведению «Два брата», режиссёр-постановщик — Сергей Рахманов.
1 марта 1954 года актёры Русского и Хакасского театров объединяются в одно учреждение — Хакасский областной драматический театр имени М. Ю. Лермонтова.
С 1991 года Русский республиканский драматический театр имени М. Ю. Лермонтова вновь существует как самостоятельный творческий коллектив.
В октябре 2019 года в связи с 80-летием со дня основания решением  Председателя Правительства Республики Хакасия Русский театр имени М.Ю. Лермонтова получил почётное наименование — академический.

## Персоны
В разное время в Абаканском театре работали:
1941—1962 — Нусс, Яков Фёдорович (артист, художественный руководитель, директор)
1942 — Кенель, Александр Александрович (заведующий музыкальной частью)
1951—2002 — Кучев, Николай Лаврентьевич, заслуженный артист РСФСР, народный артист России, народный артист Республики Хакасия
1951—2015 — Богатова, Надежда Георгиевна, заслуженная артистка РСФСР, народная артистка Республики Хакасия
1952—1955 — Вельяминов, Пётр Сергеевич (артист)

## Репертуар
Взрослый репертуар:
- 2006 — «Люти» А. Дударева, режиссёр-постановщик Олег Рябенко
- 2007 — «Тепло в ноябре» Я. Добревой, режиссёр-постановщик Юрий Нестеров
- 2009 — «Сирена и Виктория» А. Галина, режиссёр-постановщик Владимир Гордеев, премьера — 20 октября.
- 2010 — «Солдатская вдова» Н. Анкилова, режиссёр-постановщик Владимир Гордеев, премьера — 30 апреля.
- 2011 — «Шестое чувство» по пьесе «Эти свободные бабочки» Л. Герше, режиссёр-постановщик Юрий Нестеров, премьера — 24 февраля.
- 2011 — «Маленькие деньги» С. Пелтолы, режиссёр-постановщик Евгений Ланцов, премьера — 24 ноября.
- 2011 — «Отель двух миров» Э.-Э. Шмитта, режиссёр-постановщик Олег Рябенко, премьера — 10 декабря.
- 2012 — «Остров Рикоту» Н. Мошиной, режиссёр-постановщик Евгений Ланцов, премьера — 11 февраля.
- 2012 — «Дело Святое» Ф. Булякова, режиссёр-постановщик Владимир Гордеев, премьера — 13 июня.
- 2012 — «Русский и литература» М. Осипова, режиссёр-постановщик Евгений Ланцов, премьера — 19 октября.
- 2012 — «Любовь людей» Д. Богославского, режиссёр-постановщик Евгений Ланцов, премьера — 15 декабря.
- 2013 — «Мама, я и мёртвая ворона» по пьесе «Язычники» А. Яблонской, режиссёр-постановщик Владимир Гордеев, премьера — 5 марта.
- 2013 — «Волки и овцы» А. Островского, режиссёр-постановщик Евгений Ланцов, премьера — 17 апреля.
- 2013 — «Звёздный час» («Одолжите тенора») К. Ладвига, режиссёр-постановщик Евгений Ланцов, премьера — 31 октября.
- 2014 — «Тихий шорох уходящих шагов» Д. Богославского, режиссёр-постановщик Евгений Ланцов, премьера — 26 февраля.
- 2020 — «Мамуля» (комедия-фарс) автор — Сергей Белов, режиссёр-постановщик Эдуард Шахов, премьера — 4 октября.

Молодёжный репертуар:
- 2012 — «Пять-двадцать пять» Д. Привалова, режиссёр-постановщик Евгений Ланцов, премьера — 24 февраля.
- 2012 — «МотоZикл» по пьесе «Убийца» А. Молчанова, режиссёр-постановщик Евгений Ланцов, премьера — 24 февраля.
- 2020 — «Не такой, как все» (комитрагедия, 16+) режиссёр-постановщик Владимир Гордеев, премьера — 11 декабря.

Детский репертуар:
- 2009 — «Генерал Фанта-Геро» С. Шувалова, режиссёр-постановщик Владимир Гордеев, премьера — 23 марта.
- 2010 — «Дорожные приключения» (театральный урок) В. В. Блиновой, режиссёр-постановщик Дина Чернова, премьера — 17 февраля.
- 2011 — «У ковчега в восемь» У. Хуба, режиссёр-постановщик Даниил Безносов, премьера — 5 февраля.
- 2013 — «Ода чемпиону» по повести «Деньги» М. Зощенко, моноспектакль Игоря Германа, премьера — 22 января.
- 2013 — «Каштанка» А. Чехова, режиссёр-постановщик Олег Рябенко, премьера — 16 мая.
- 2013 — «Кладовая солнца» М. Пришвина, режиссёр-постановщик Владимир Гордеев, премьера — 3 сентября.
- 2013 — «Волшебное кольцо» (татарская народная сказка), режиссёр-постановщик Радион Букаев, премьера — 12 сентября.
- 2013 — «Муму» И. С. Тургенева, режиссёр-постановщик Владимир Гордеев, премьера — 5 февраля.
- 2013 — «Как спасти Царевну» (музыкальная сказка), режиссёр-постановщик Евгений Ланцов, премьера — 23 декабря.
- 2020 — «Играем Маленького Мука» (музыкальная сказка) премьера — 16 декабря.

## Труппа
- Архипенкова Галина Вечеславовна
- Власов Василий Викторович
- Гаврилов Владимир Ильич
- Герман Виктория Викторовна
- Герман Игорь Викторович
- Загидулин Фарит Рифкатович
- Замаратских Надежда Васильевна, заслуженная артистка Республики Хакасия
- Золотухин Фёдор Александрович, заслуженный артист Республики Хакасия
- Изотова Ольга Николаевна
- Израэльсон Елена Владимировна
- Израэльсон Александр Григорьевич
- Касимова Сания Габдулловна
- Клапин Станислав Владимирович
- Крысенок Алексей Сергеевич
- Лосякова Людмила Александровна, заслуженная артистка Республики Хакасия
- Мишакова Наталья Александровна
- Прокопенко Валентина Владимировна
- Рябенко Олег Иванович, заслуженный артист Российской Федерации
- Рябенко Татьяна Петровна, заслуженная артистка Российской Федерации
- Сбитнева Юлия Николаевна
- Слесаренко Иван Геннадьевич
- Смык Галина Васильевна
- Сумба Елена Владимировна
- Филимонова Надежда Ивановна, заслуженная артистка Российской Федерации, народная артистка Хакасии
- Чернова Дина Анатольевна, заслуженная артистка Республики Хакасия
- Энгель Денис Викторович
- Энгель Майя Олеговна
- Яськов Александр Иванович, заслуженный артист Российской Федерации †